# سامي ماكميلان
سامي ماكميلان (بالإنجليزية: Sammy McMillan)‏ هو لاعب كرة قدم بريطاني في مركز الهجوم، ولد في 20 سبتمبر 1941 في بلفاست في المملكة المتحدة. شارك مع منتخب أيرلندا الشمالية لكرة القدم. أما مع النوادي، فقد لعب مع ستوكبورت كونتي ومانشستر يونايتد ونادي تشستر سيتي ونادي ريكسهام ونادي ساوثيند يونايتد.